# Jonas Ahlstrand
Jonas Ahlstrand (Västerås, 16 februari 1990) is een voormalig Zweeds wielrenner. Hij begon zijn carrière in 2011 bij het Zweedse Team Cykelcity. In 2012 won hij verrassend de eerste etappe in de Ronde van Noorwegen door topsprinters als Alessandro Petacchi en Edvald Boasson Hagen te verslaan in de sprint. Vanaf 1 augustus 2012 rijdt Ahlstrand als stagiair voor Giant-Shimano. Op 1 januari 2013 tekende hij hier een vast contract. Op 1 augustus 2014 werd bekend dat Ahlstrand zou verhuizen naar Cofidis. Voor dat team wist hij in 2015 een etappe in de Vierdaagse van Duinkerke en in de Eurométropole Tour te winnen.

## Belangrijkste overwinningen
2008
 Zweeds kampioen op de weg, Junioren
 Zweeds kampioen korte afstand, Junioren
2010
1e etappe Univest GP
Eindklassement Univest GP
2012
Scandinavian Race Uppsala
1e etappe Ronde van Noorwegen
2014
2e etappe Ronde van de Sarthe
2e etappe Ronde van Alberta
2015
2e etappe Vierdaagse van Duinkerke
4e etappe Eurométropole Tour

## Resultaten in voornaamste wedstrijden
| Jaar | Ronde van Italië | Ronde van Frankrijk | Ronde van Spanje |
| ---- | ---------------- | ------------------- | ---------------- |
| 2015 |                  |                     |                  |
| 2016 |                  |                     |                  |

| Jaar | Parijs-Roubaix | Gent-Wevelgem |  | WK op de weg |
| ---- | -------------- | ------------- |  | ------------ |
| 2015 | opgave         | opgave        |  |              |
| 2016 |                | opgave        |  | opgave       |

## Ploegen
- 2011 –  Team Cykelcity
- 2012 –  Team Cykelcity.se
- 2012 –  Team Argos-Shimano (stagiair vanaf 1-8)
- 2013 –  Team Argos-Shimano
- 2014 –  Team Giant-Shimano
- 2015 –  Cofidis, Solutions Crédits
- 2016 –  Cofidis, Solutions Crédits